# Expressions
Expressions é o terceiro álbum de estúdio do cantor estadunidense Turley Richards, lançado em 1971.

## Faixas
Todas as músicas por Turley Richards, exceto onde anotado.

### Lado A
1. "Beautiful Country" - 3:22
2. "Child of Mine" (Carole King, Gerry Goffin) - 3:25
3. "Stoned On Love" - 3:35
4. "Place For My Mind" - 4:34
5. "Nightmare" – 3:49

### Lado B
1. "Last Day" - 2:36
2. "Train Back To Mama (Broken Dreams)" – 3:40
3. "It's All Over Now Baby Blue" (Bob Dylan) - 3:49
4. "Virginia Woman" – 4:44
5. "My World Is Empty without You" (Brian Holland, Lamont Dozier, Eddie Holland) - 5:26

## Créditos
- Vocal: Turley Richards
- Guitarra: Danny Kortchmar
- Baixo: Brian Garofalo e Lee Sklar
- Flauta: Jim Horn
- Bateria: Russ Kunkel
- Capa: Marty Gunsaullus
- Direção de arte: Ed Thrasher